# Piraten älskaren
Piraten älskaren (finska: Rosvo-Roope) är en finländsk äventyrsfilm från 1949, regisserad av Hannu Leminen och producerad av Adams Filmi med Tauno Palo i huvudrollen som Rosvo-Roope. Handlingen bygger på Rafael Ramstedts ballad Balladi Rosvo-Roopesta från 1931.
Det är slutet på 1700-talet. Ett resesällskap blir stillastående sedan ett hjul på deras vagn går sönder. De får hjälp av en linfärjevakt, som får veta att sällskapet är de nya ägarna till Vuomala gård och börjar då berätta historien om Rosvo-Roope. Sjörövaren Robert "Rosvo-Roope" (Tauno Palo), som 1762, efter sju år på sjön, återvänder hem och upptäcker att hans trolovade Helena (Helena Kara) tvingats gifta sig med patronen Henrik Brest (Thure Bahne). Efter sammanstötning mellan Robert och Henrik bestämmer sig Robert och Helena för att försöka fly, men patronens män hittar dem och Robert blir förvisad. Hädanefter blir Robert piraten Rosvo-Roope, känd som en sjungande och vinälskande rövare i Sankt Petersburg, men en dag kommer Robert att komma tillbaka för att återvinna sin Helena.
En del sekvenser i filmen togs olovligen från filmen Kapten Blod från 1935.

## Medverkande (urval)
- Tauno Palo – Robert "Rosvo-Roope"
- Helena Kara – Helena
- Thure Bahne – Henrik Brest
- Ghedi Lönnberg – Gunvor Storgård
- Kirsti Ortola – Barbara Ants
- Hannes Veivo – Sven Flick